# Croton heliotropiifolius
Espèce
Croton heliotropiifolius est une espèce de plantes à fleurs du genre Croton et de la famille des Euphorbiaceae, présente du Mexique jusqu'en Amérique tropicale.
Il a pour synonymes :
- Croton albicans, Willd. ex Schltdl., 1831
- Croton casarettianus, Vis., 1842
- Croton casarettoanus, Müll.Arg., 1866
- Croton conduplicatus, Kunth, 1817
- Croton moritibensis, Baill., 1863-1864
- Croton rhamnifolius, Kunth, 1817
- Croton rhamnifolius var. alagoensis, Müll.Arg., 1873
- Croton rhamnifolius var. antillanus, Müll.Arg., 1866
- Croton rhamnifolius var. apaensis, Chodat & Hassl.
- Croton rhamnifolius var. boliviensis, Pax & K.Hoffm., 1921
- Croton rhamnifolius var. casarettoanus, (Müll.Arg.) Müll.Arg., 1873
- Croton rhamnifolius var. conduplicatus, (Kunth) Müll.Arg., 1866
- Croton rhamnifolius var. genuinus, Müll.Arg., 1866
- Croton rhamnifolius var. heliotropiifolius, (Kunth) Müll.Arg., 1866
- Croton rhamnifolius forma lanceolatus-ovatus, Chodat & Hassl.
- Croton rhamnifolius var. moritibensis, (Baill.) Müll.Arg., 1866
- Croton rhamnifolius forma ovatus, Chodat & Hassl.
- Croton rhamnifolius var. salviifolius, (Kunth) Müll.Arg., 1866
- Croton salviifolius, Kunth, 1817